# Luis de Sandoval y Mallas
Luis de Sandoval y Mallas (Burgos - 7 de mayo de 1694 en Zamora) fue un músico y compositor, además de poeta, español del Barroco. Especializado en la composición de villancicos y de letras en la segunda mitad del siglo XVII. Colaboró con Juan García de Salazar, maestro de la Catedral de Zamora. En la actualidad se desconocen los villancicos se conocen bien por sus títulos, o por versos sueltos, lo que hace prácticamente imposible poder cruzar sus letras con otras pertenecientes a colecciones conservadas.

## Biografía
Nació en Burgos hijo de Pedro de Mallas y de Jacinta Sandoval. Se desconoce la fecha exacta en la que Luis viaja a Zamora, pero se tiene documentada su estancia en la ciudad en 1654, residiendo en la Plaza Mayor. De los detalles de la vida de Luis de Sandoval en Zamora se conocen detalles gracias a los documentos que dejara en sus diarios incompletos de Antonio Moreno de la Torre, Merino Mayor de Zamora. Luis se dedicó a ser mercader de joyería, profesión que le proporcionó tiempo para dedicarse a la música. La amistad con cargos importantes de la ciudad de Zamora hizo que estuviera en los lugares importantes, desempeñando cargos como Procurador del Común y Pobres de la ciudad, tuvo permiso para asistir a las reuniones del Consistorio. 
En su testamento deja escrito que sus restos se entierren en la Iglesia de San Vicente Mártir de Zamora.

## Estilo y Obra
En las letras se refleja un gusto literario y una ironía habitual en la época barroca. Estuvo en vida muy relacionado con el mundo de la comedia. Favoreciendo en mucho a los comediantes que se acercaban a la ciudad. Se conoce el relato en verso de una corrida de toros celebrada en la Plaza Mayor de Zamora con motivo de la traslación de los huesos de San Cucufate en 1661. Una poesía elegiaca impresa dedicada a la memoria de la Reina María Luisa de Borbón. En la Biblioteca del Duque de Osuna (Depositada en la Biblioteca Nacional) en un tomo titulado "Papeles curiosos del siglo XVIII" aparecen numerosos poemas de Luis. 
En el terreno de la música se tiene un baile entremesado titulado "El Alcalde Casado". De los detalles en la producción de villacincos se sabe por el diario de Antonio Moreno. En la época los cabildos encargaban los villancicos a los músicos y en cada petición requerían novedad. En muchos casos se permitía emplear la misma letra pero con "primicia" en la composición musical. De esta forma el cabildo catedralicio encargó en diversas ocasiones la elaboración de letras para villancicos, algunas letras se representaron en los templos religiosos de Toro. Se representaban sus letras igualmente en las fiestas como la de Candelas, en el culto de las Cuarenta Horas.